# Cattedrale di Kazan' (Mosca)

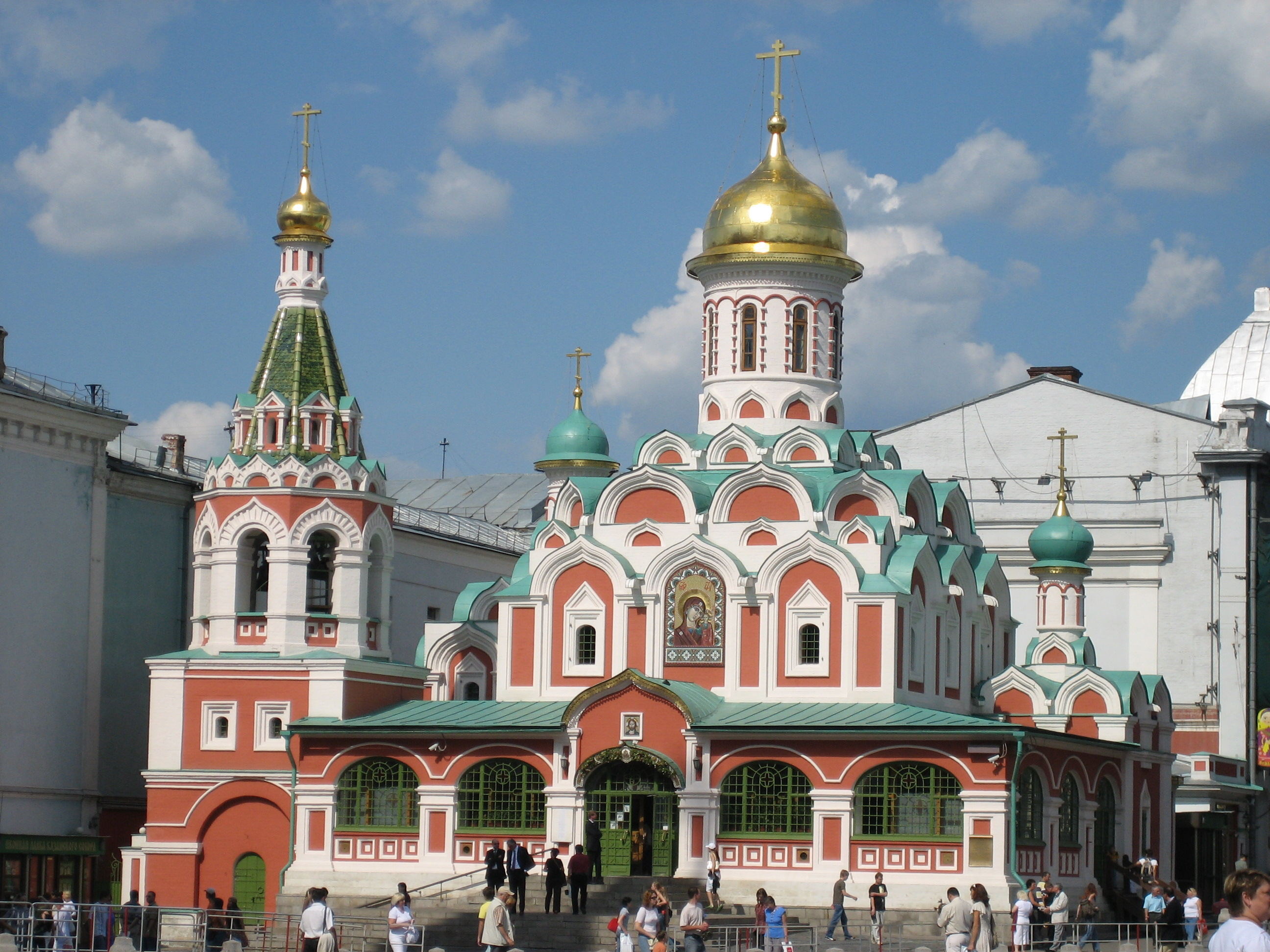
La Cattedrale di Kazan' a Mosca

La cattedrale di Kazan' (in russo Казанский собор?, Kazanskij sobor), ufficialmente cattedrale dell'icona della Madre di Dio di Kazanʾ sulla piazza Rossa (in russo Собор Казанской иконы Божией Матери на Красной площади?, Sobor Kazanskoj ikony Božiej Materi na Krasnoj ploščadi), è una chiesa russa ortodossa situata all'angolo nordorientale della Piazza Rossa di Mosca. L'attuale edificio è una ricostruzione della chiesa originale, demolita nel 1936 per ordine dell'allora segretario generale del PCUS, Stalin. 
La chiesa deve il nome all'icona della Madonna di Kazan', una cui copia è conservata al suo interno. 

## La cattedrale originaria
La chiesa originaria venne eretta come santuario durante gli anni Trenta del Seicento per commemorare la liberazione della città dagli aggressori polacchi per mano dei volontari del popolo russo, alla fine del Periodo dei torbidi. Quando aveva liberato Mosca dai Polacchi, nel 1612, il principe Dmitrij Michajlovič Požarskij aveva attribuito il proprio successo all'aiuto divino fornitogli dall'icona della Madonna di Kazan', alla quale spesso aveva rivolto le proprie orazioni. Tramite i propri fondi privati, il principe finanziò la costruzione di una chiesa di legno dedicata alla Vergine di Kazan' sulla Piazza Rossa di Mosca.
Dopo che il primo santuario in legno venne distrutto da un incendio nel 1632, lo Zar ordinò la ricostruzione dello stesso in laterizio. L'edificio, a una cupola, presenta numerose file di Kokošnik - elementi architettonici tipici dell'architettura russa - una spaziosa galleria e un campanile con tetto spiovente; fu consacrato nel 1636. La sua storia fu sempre tempestosa, e fu teatro dell'azione dell'arciprete Avvakum, capo della fazione dei religiosi dissenzienti, detti anche Vecchi credenti.
Dopo numerosi rinnovamenti della cattedrale effettuati durante il periodo imperiale, il disegno originale si perse dietro alle successive superfetazioni. Il celebre restauratore russo Pëtr Dmitrievič Baranovskij guidò la completa ricostruzione degli esterni della chiesa, secondo il disegno originale, durante gli anni 1929-1932. Alcuni esperti, comunque, criticarono già all'epoca l'accuratezza del lavoro svolto.
Nel 1936, quando la Piazza Rossa doveva essere preparata ad accogliere le parate dell'Armata Rossa, Stalin ordinò che la piazza fosse ripulita dalle chiese. Sebbene alcuni tentativi fossero stati perpetrati da Baranovskij per salvarla, questi non riuscì ad evitarne la demolizione. Tuttavia, lo stesso ottenne il mantenimento di un'altra delle chiese della piazza, la Cattedrale di San Basilio.

## La ricostruzione
Dopo la dissoluzione dell'Unione Sovietica, la Cattedrale di Kazan' fu la prima chiesa a essere completamente ricostruita dopo la demolizione operata in epoca socialista. Il ripristino della Cattedrale (1990–1993) si è basato su misure dettagliate e fotografie dell'originale scattate da Pëtr Baranovskij subito prima dell'abbattimento del 1936.